# ورزشگاه رومئو منتی (کاستلاماره دی استابیا)
 ورزشگاه رومئو منتی  (به ایتالیایی: Stadio Simonetta Lamberti) ورزشگاهی چند منظوره در شهر کاستلاماره دی استابیا در کشور ایتالیا است.
بازی‌های خانگی باشگاه فوتبال یووه استابیا در این ورزشگاه برگزار می‌شود.